# Right Said Fred
Right Said Fred – brytyjska grupa popowa, założona w 1989 w East Grinstead w Anglii przez dwóch braci: Richarda i Freda Fairbrassów.
Na początku 1992 roku Brytyjczycy okupowali listy przebojów piosenką "I’m Too Sexy" i osiągnęli rekordowe wyniki jego sprzedaży. 12 lat ich działalności zaowocowało takimi albumami jak: "Up", "Sex & Travel", "Smashing!" oraz "Fredhead". Formacja zdobyła popularność na całym świecie i sprzedała miliony longplayów. Ich muzyka, określana jako dance-pop, jest melodyjna i łatwa w odbiorze. Ostatni longplay zatytułowany "Stand Up" również odniósł spory sukces.

## Dyskografia

### Albumy studyjne
- Up (1992)
- Sex and Travel (1993)
- Smashing! (1996)
- Fredhead (2001)
- Stand Up (2002)
- For Sale (2006)
- I'm a Celebrity (2008)
- Stop the World (2011)

### Albumy kompilacyjne
- Greatest Hits (2003)
- Introducing... (2004)
- Hits! (2009)